# Rionegro & Solimões (álbum de 1995)
Rionegro & Solimões (também conhecido como Sonhei) é o quarto álbum de estúdio da dupla sertaneja brasileira Rionegro & Solimões. Foi lançado em 1995 pela Velas. Teve como sucessos as canções "Sonhei", "Como Te Esquecer" e "Chora Viola".

## Faixas
| N.º            | Título                   | Compositor(es)                      | Duração |  |
| 1.             | "Morrendo de Amor"       | Domiciano / Rionegro                | 3:42    |  |
| 2.             | "Sonhei"                 | Rionegro                            | 3:40    |  |
| 3.             | "Sei Que Vou Chorar"     | Rionegro                            | 3:42    |  |
| 4.             | "Quero"                  | Domiciano / Rionegro                | 3:59    |  |
| 5.             | "Alegria Geral"          | Rionegro                            | 3:34    |  |
| 6.             | "Só Você Não Vê"         | Rock / Danimar                      | 2:58    |  |
| 7.             | "Vem Tirar A Solidão"    | Domiciano / Rionegro                | 3:40    |  |
| 8.             | "Como Te Esquecer"       | Pinocchio                           | 3:39    |  |
| 9.             | "Chove"                  | Alexandre / Rock                    | 2:54    |  |
| 10.            | "De Cara Cheia"          | Domiciano / Rionegro                | 3:29    |  |
| 11.            | "Basta Apenas Acreditar" | Domiciano / Solimões                | 3:54    |  |
| 12.            | "Chora Viola"            | Lourival dos Santos / Tião Carreiro | 3:15    |  |
| Duração total: | Duração total:           | Duração total:                      | 42:28   |  |

## Músicos
- Albino Infantozzi: bateria em todas as faixas
- Luís Gustavo Garcia: baixo em todas as faixas
- Valter Barreto: violões em todas as faixas
- Daniel Salinas: teclados nas faixas "Morrendo de Amor", "Sei Que Vou Chorar", "Vem Tirar a Solidão", "Quero", "Chove" e "Basta Apenas Acreditar"
- Paulinho Coelho: guitarras em todas as faixas, exceto "De Cara Cheia" e "Chora Viola" e viola caipira em "Chora Viola"
- Pinocchio: teclados nas faixas "Sonhei", "Alegria Geral", "Só Você Não Vê", "Como Te Esquecer", "De Cara Cheia" e "Chora Viola" e acordeom nas faixas "Sonhei", "Como Te Esquecer", "De Cara Cheia" e "Chora Viola"
- Sumé: saxofone na faixa "Alegria Geral"
- Martinês: trompete na faixa "Quero"
- Geraldo de Oliveira: gaita na faixa "Vem Tirar a Solidão"

## Ficha Técnica
- Produção: Pinocchio
- Produção executiva: Alexandre Gibson
- Supervisão de produção: Newton D'Ávila
- Técnicos de gravação: Aquilino, Josiel e Carlos Vilhaça
- Técnico de mixagem: Dalton
- Assistente: Leonel
- Estúdio de gravação: Gravodisc, São Paulo
- Masterização: Egídio Conde
- Projeto Gráfico: Marcos Arthur
- Fotos: Flávio Nascimento